# Zemstvo
Institucija zemstva je stvorena u Rusiji 1864. godine. 
Uvedena je za liberalnih upravnih reforma ruskog cara Aleksandra II.
Naziv zemstvo dolazi od ruskog "zemlja", istog značenja kao u hrvatskom jeziku.
Po naravi je bila lokalno vijeće, u kojoj su svi društveni slojevi bili imali predstavnike.  Bila je vid pokrajinske samouprave u Rusiji sve do 17. listopada 1917. (stari kalendar) godine. 
Okruzi su birali predstavnike. Birani su za razdoblje od trije godine. Sastajali su se jednom godišnje na deset dana.
Zemstva su imala za nadležnost obrazovanje, zdravstvo, ceste te pomaganje trgovini i poljodjelstvu.
Zastupljenost u zemstvu je bila srazmjerna posjedu zemljišta, a izborni sustav je dijelio birače u trije skupine: privatne zemljoposjednike, gradsko stanovništvo i selske općine. Unatoč očiglednoj činjenici da je ovakav sustav povlašćivao zemljoposjednike prema gradskom puku i seljacima, zemstva su pridonijela napredku na području zdravstva i naobrazbe.
Ruski liberali su nakon veljačke revolucije imali nakanu zemstva postaviti kao temelj novog sustava vlasti.
Zemstva su izdavala i svoje poštanske marke, koje su se koristile za mjesni poštanski promet.